# Ord (film fra 2011)
|  | Denne artikel er oprettet af botten Steenthbot ud fra en ekstern database. Den kan derfor have sproglige fejl eller mangler. Denne skabelon kan fjernes efter kontrol af indholdet. |

 For alternative betydninger, se Ord (flertydig). (Se også artikler, som begynder med Ord)
Ord er en dansk kortfilm fra 2011 instrueret af Sven Daniel Vinge Madsen.

## Handling
Det banker på forfatteren Eigil Strøms dør. Udenfor står en fremmed mand, der ønsker en signeret udgave af hans seneste roman ...den med pigen.

## Medvirkende
- Rasmus Haxen
- Samy Abdersen
- Aske Ruus